# Cyclamen
Cyclamen, llamado comúnmente ciclamen, artánita y pan de puerco, entre otros, es un género de plantas de tubérculo -no confundir con un cormo, un bulbo, un rizoma o una cebolla-, con 23 especies aceptadas de la familia de las primuláceas. En el año 2000 fue reclasificado en Myrsinaceae, sin embargo la actualización de 2009 del sistema de clasificación APG III consideró la familia inválida como tal y la incluyó de nuevo en las primuláceas, junto con Maesaceae y Theophrastaceae, como simple subfamilia Myrsinoideae.

## Descripción
Plantas herbáceas, perennes, con tubérculos más o menos lisos, glabros o pubescentes, enraizantes en toda la superficie o solo en la base. Hojas con largo peciolo, subenteras o inciso-lobadas, glabras o glabrescentes, con haz verde moteado y envés de color verde o purpúreo. Flores pentámeras, actinomorfas, solitarias, pediceladas, péndulas, proterandras. Cáliz con 5 sépalos soldados en la base. Corola con 5 pétalos reflejos, soldados en la base, formando un tubo globoso; lóbulos contortos, enteros o raramente dentados, más o menos auriculados; de color blanco, rosado o purpúreo. Estambres 5 con anteras introrsas, hastadas, sobre filamentos muy cortos. Ovario súpero, globoso. Fruto en cápsula, con dehiscencia apical por 5-7 valvas; pedicelo fructífero aproximando por curvatura (C.persicum) o, más habitualmente por enrollamiento helicoidal  -a partir de arriba en C. hederifolium y C. coum; desde la base en C. rohlfsianum y del medio en las dos direcciones en C. graecum- el fruto maduro cae al suelo donde se abre y libera las semillas. Estas son globulares/poliédricas de 1-2mm, pegajosas, de color pardo claro y de dispersión por mirmecocoria: las hormigas se nutren del mucilago azucarado exterior, que aprecian mucho, para ellas mismas o sus larvas -y que equivalen a un eleosoma- y abandonan el resto que, entonces, germina en sus nidos. En la germinación se desarrolla únicamente un cotiledón.

Distribución de las principales especies de Cyclamen : 1. C. balearicum ; 2. C. repandum ; 3. C. purpurascens ; 4. C. hederifolium ; 5. C. peloponnesiacum (subsp. de C. repandum) ; 6. C. creticum ; 7. C. graecum ; 8. C. coum ; 9. C. colchicum ; 10. C. parviflorum ; C. abchasicum ; 11. C. elegans (subsp de C. coum) ; 12. C. alpinum ; C. intaminatum ; C. cilicium ; C. mirabile ; C. pseudibericum ; 13. C. cyprium ; 14. C. libanoticum ; 15. C. persicum ; 16. C. rohlfsianum ; 17. C. africanum.

## Distribución y hábitat
Distribución nativa circum-mediterránea, hasta Europa Central, pero con cada especie muy limitada geográficamente. Incluida África del Norte pro parte; ausente de latitudes septentrionales. Una sola especie nativa fuera de este territorio: Cyclamen somalense en Somalia.

## Subdivisiones y especies
El género comprende cuatro subgéneros con 23 especies aceptadas de las 130 descritas.

### Subgéneros y series

#### SubgéneroCyclamen

##### SerieCyclamen
Las especies en el grupo de Cyclamen hederifolium tienen las flores con pétalos auriculados, las hojas habitualmente con ángulos y los tubérculos con las raíces que nacen desde arriba y los lados.
- Cyclamen hederifolium
= Cyclamen neapolitanum
  - Cyclamen hederifolium var. hederifolium
  - Cyclamen hederifolium var. crassifolium
- Cyclamen confusum
= Cyclamen hederifolium var. confusum
- Cyclamen africanum

##### SeriePurpurascens
Las especies en el grupo de Cyclamen purpurascens tienen las flores con los pétalos con pequeñas o sin aurículas y las hojas redondas o cordiformes.
- Cyclamen purpurascens
= Cyclamen europaeum
- Cyclamen colchicum

##### SeriePersicum
Las especies del grupo de Cyclamen persicum tienen hojas dentadas y flores de pétalos auriculados o no.
- Cyclamen persicum
- Cyclamen somalense[9]
- Cyclamen graecum
- Cyclamen rohlfsianum

#### SubgéneroGyrophoebe

##### SerieCilicium
El grupo de Cyclamen cilicium comprende especies de hojas pequeñas, ocasionalmente festonadas o dentadas, y las raíces naciendo de debajo del tubérculo, que es pequeño.
- Cyclamen cilicium
- Cyclamen intaminatum
- Cyclamen mirabile

##### SeriePubipedia
El grupo de Cyclamen coum tiene flores con pétalos cortos, hojas redondas u ovaladas y pequeños tubérculos con raíces saliendo debajo en el centro.
- Cyclamen coum
  - Cyclamen coum subsp. coum
  - Cyclamen coum subsp. caucasicum
- Cyclamen alpinum
= Cyclamen trochopteranum
- Cyclamen elegans
= Cyclamen coum subsp. elegans
- Cyclamen abchasicum
= Cyclamen coum var. abchasicum
- Cyclamen parviflorum
  - Cyclamen parviflorum var. parviflorum
  - Cyclamen parviflorum var. subalpinum
- Cyclamen pseudibericum

#### SubgéneroPsilanthum
Cyclamen repandum y las especies del subgénero tienen flores con pétalos largos y finos, hojas con bordes festonados y raíces que salen de debajo del tubérculo, en su centro.
- Cyclamen repandum
- Cyclamen rhodium
= Cyclamen peloponnesiacum
  - Cyclamen rhodium subsp. rhodium
= Cyclamen repandum subsp. rhodense, Cyclamen rhodium
  - Cyclamen rhodium subsp. peloponnesiacum
= Cyclamen repandum subsp. peloponnesiacum var. peloponnesiacum
  - Cyclamen rhodium subsp. vividum
= Cyclamen repandum subsp. peloponnesiacum var. vividum

- Cyclamen balearicum
- Cyclamen creticum

#### SubgéneroCorticata
- Cyclamen cyprium
- Cyclamen libanoticum

Nota: en España, solo Cyclamen balearicum está presente y de repartición limitada a las Islas Baleares. Aunque también está citado del Sur de Francia.

## Especies
Las diversas especies florecen en épocas diferentes del año:

### Invierno y primavera

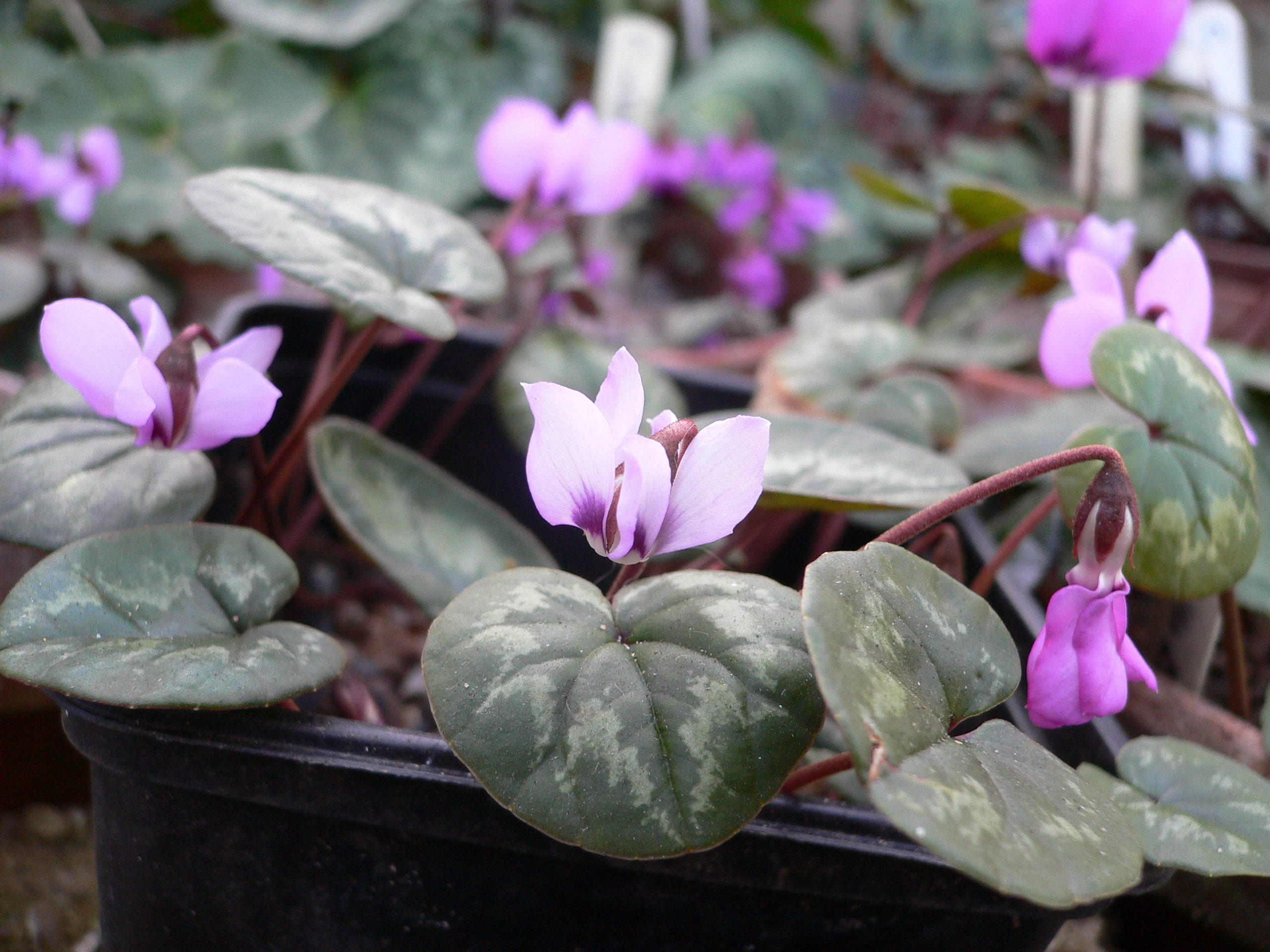
Cyclamen abchasicum
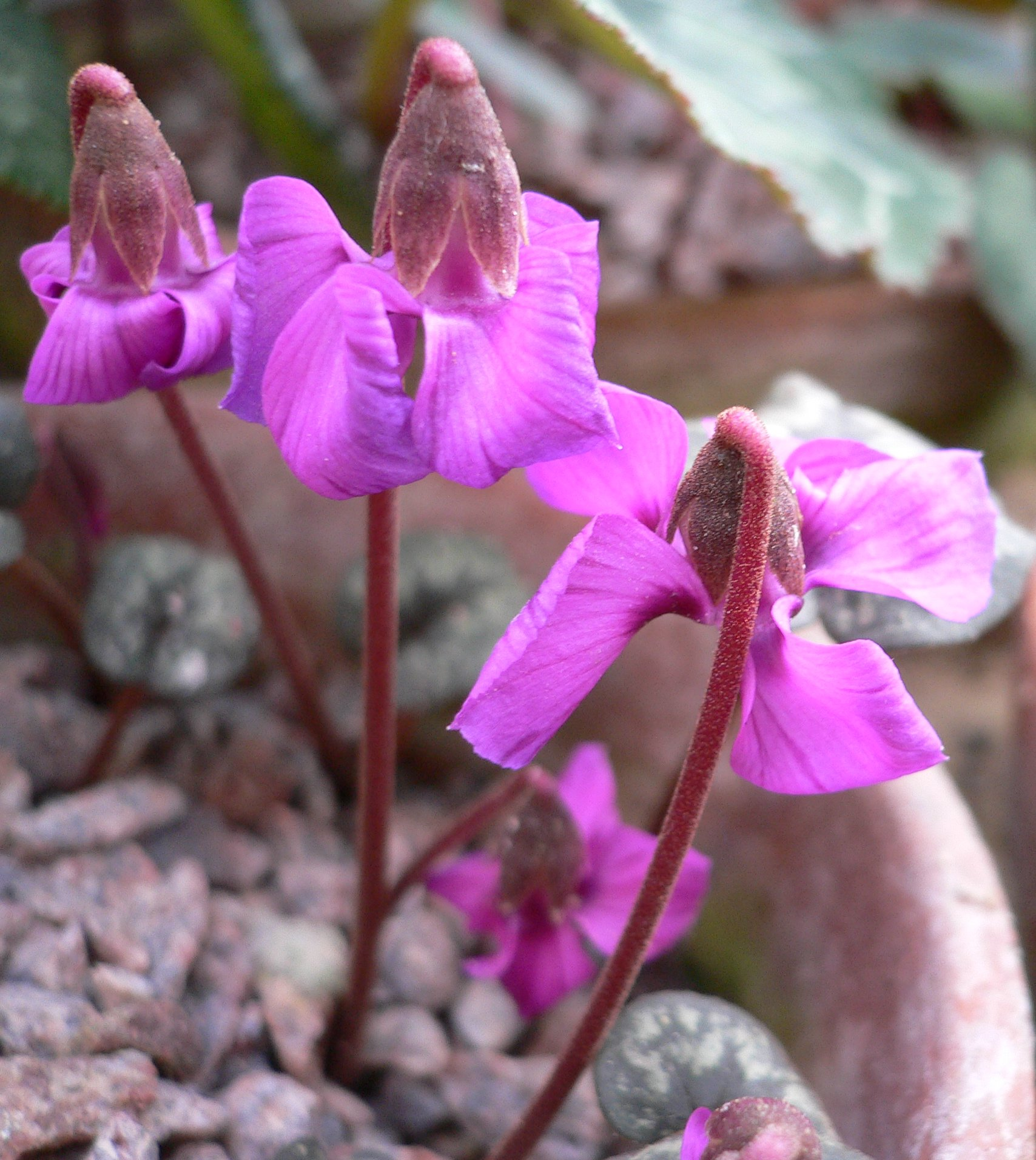
Cyclamen alpinum
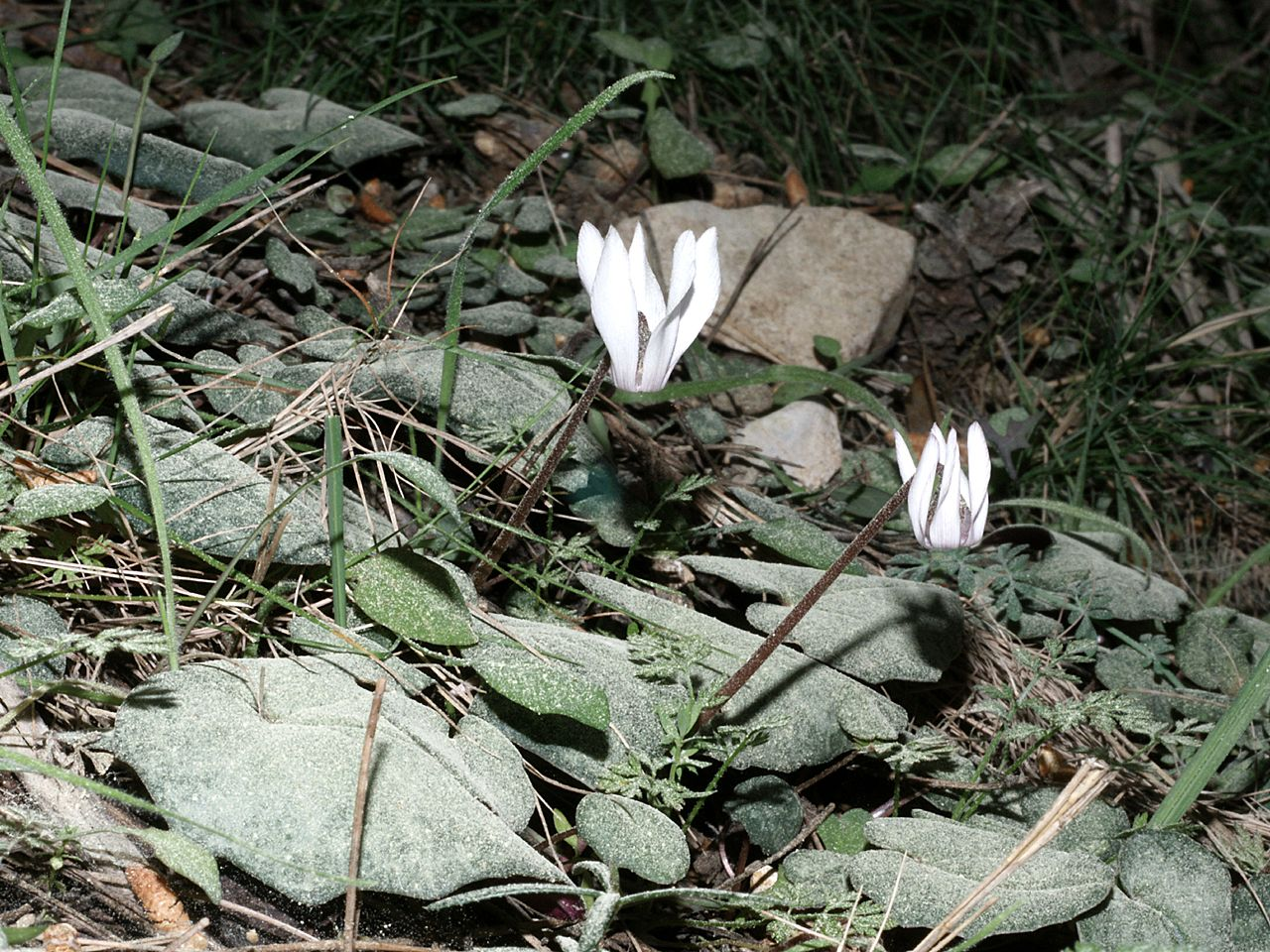
Cyclamen balearicum
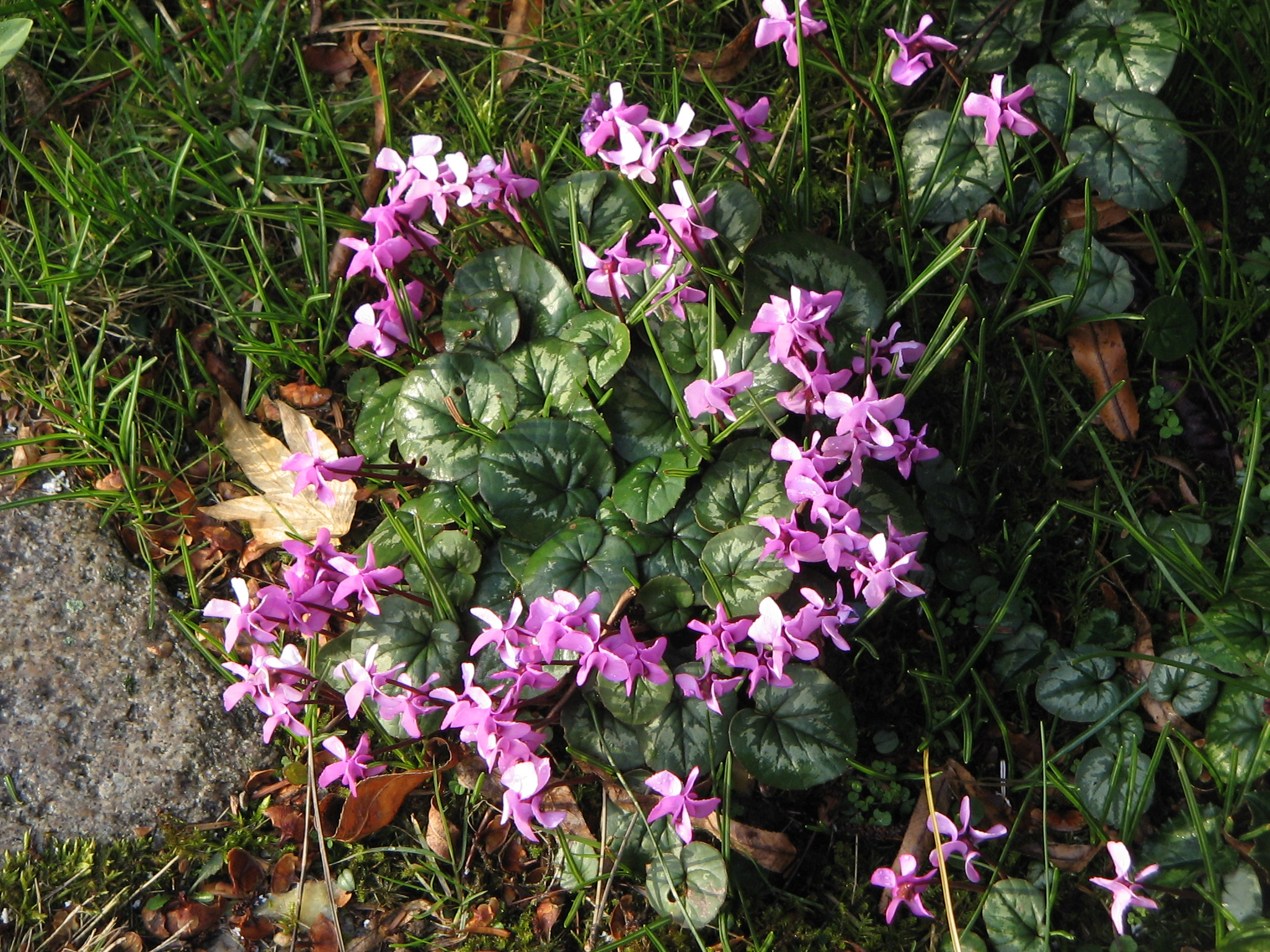
Cyclamen coum
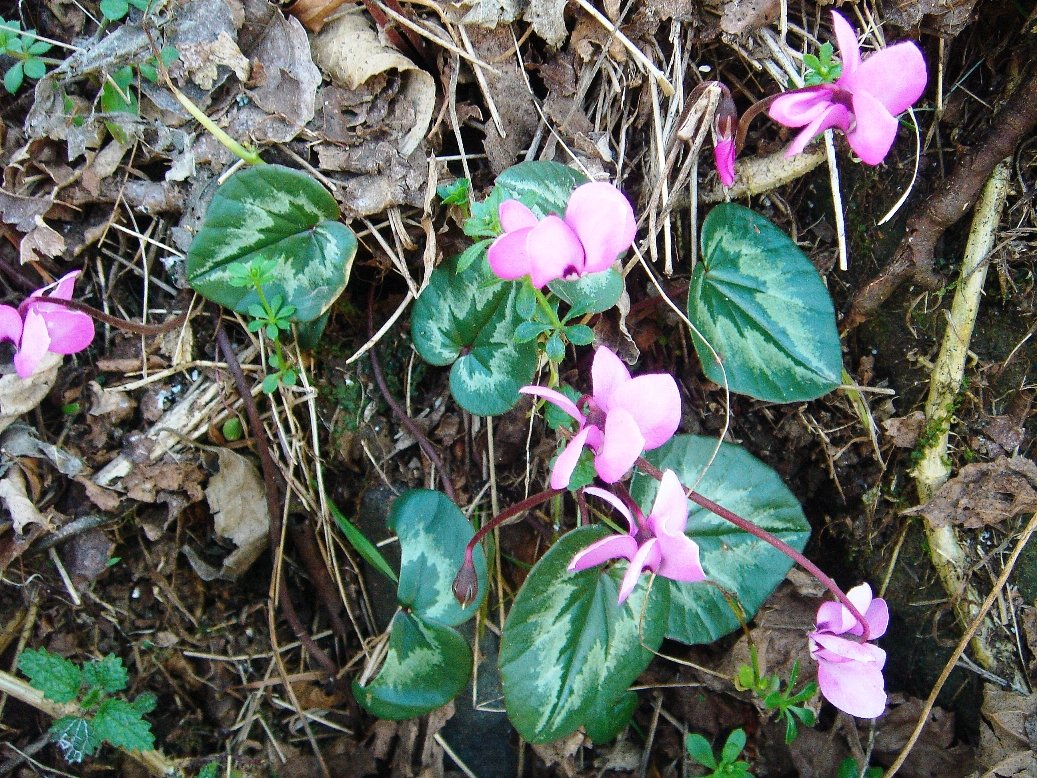
Cyclamen coum subsp. caucasicum
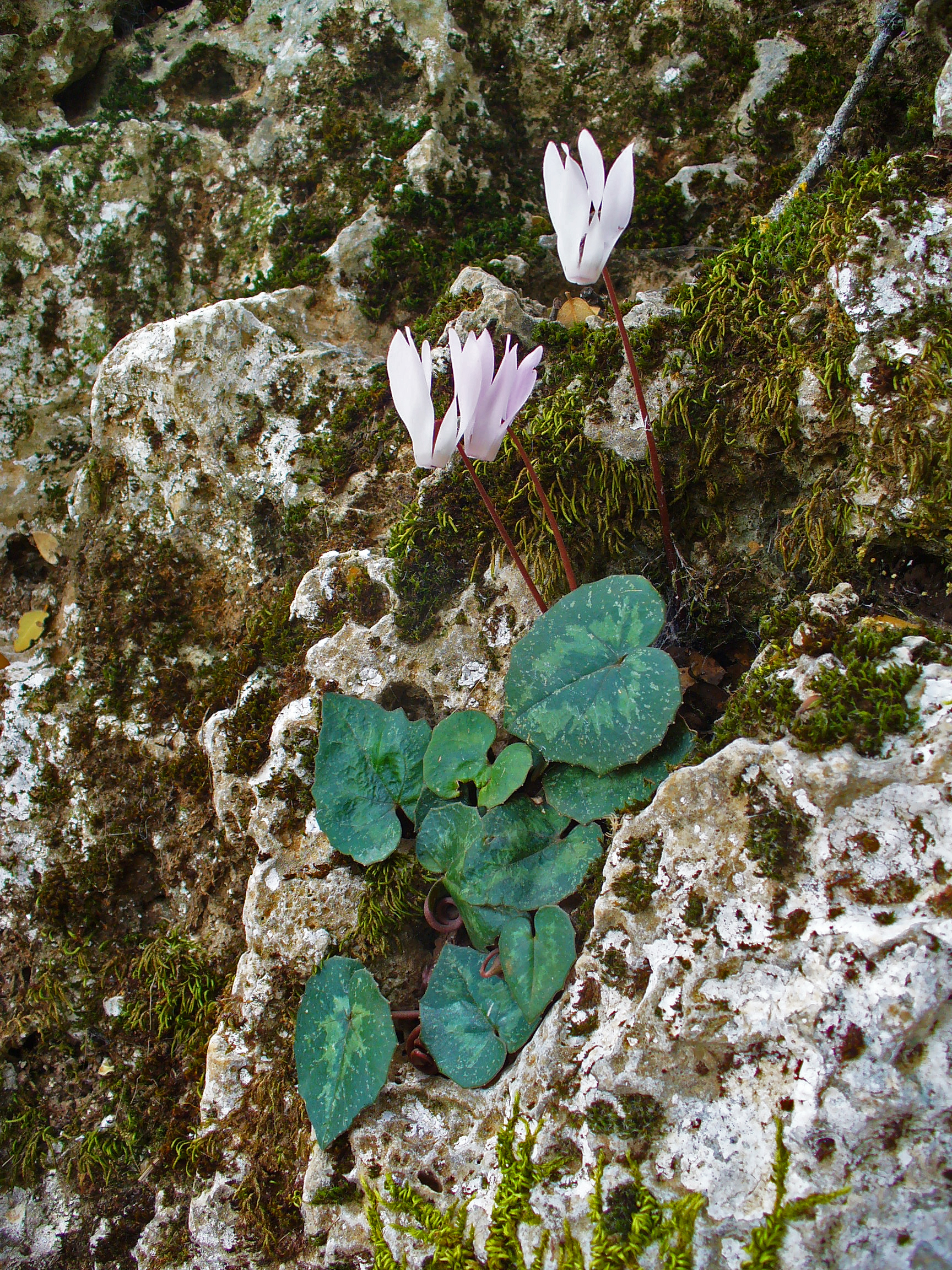
Cyclamen creticum
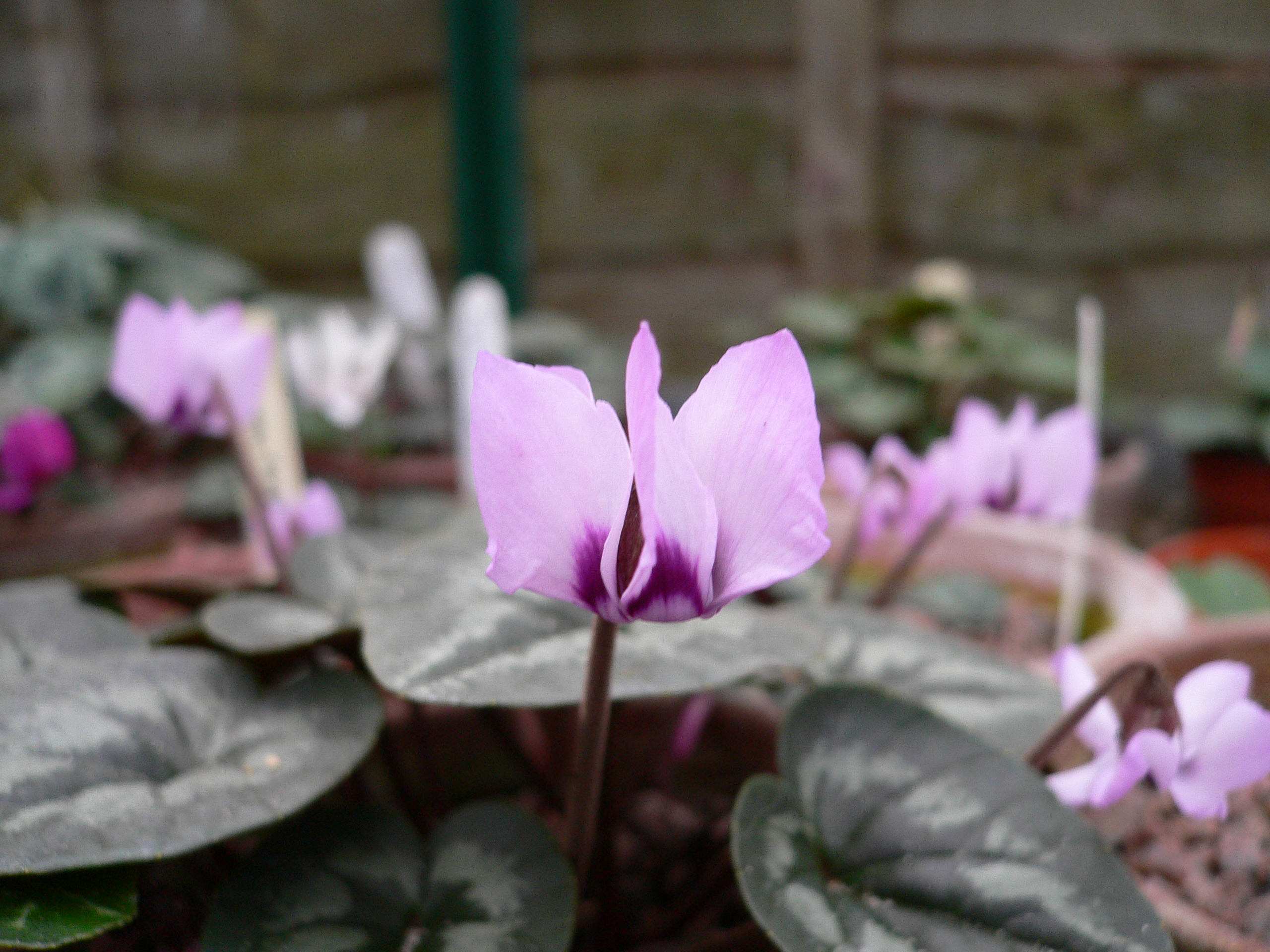
Cyclamen elegans
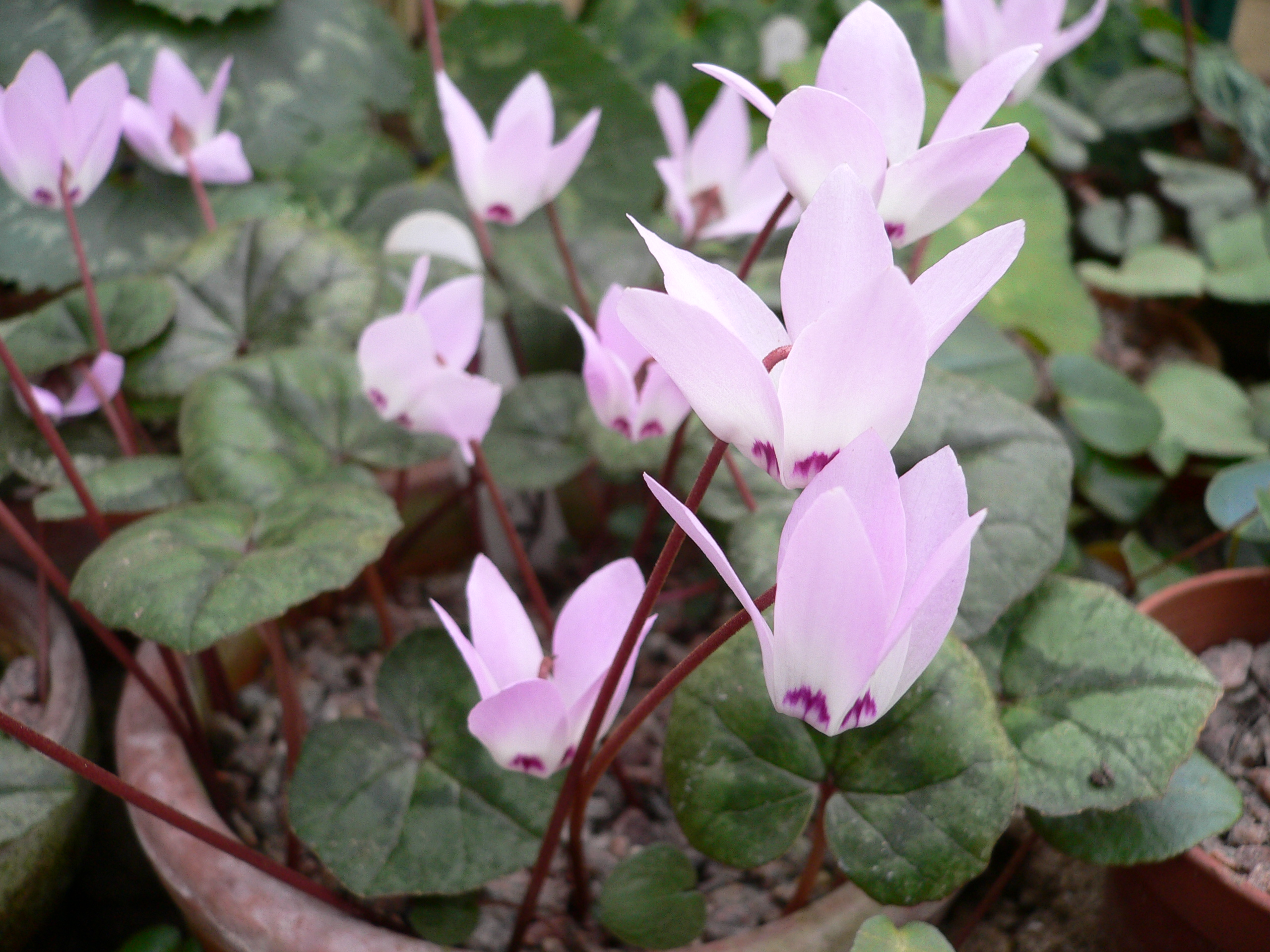
Cyclamen libanoticum
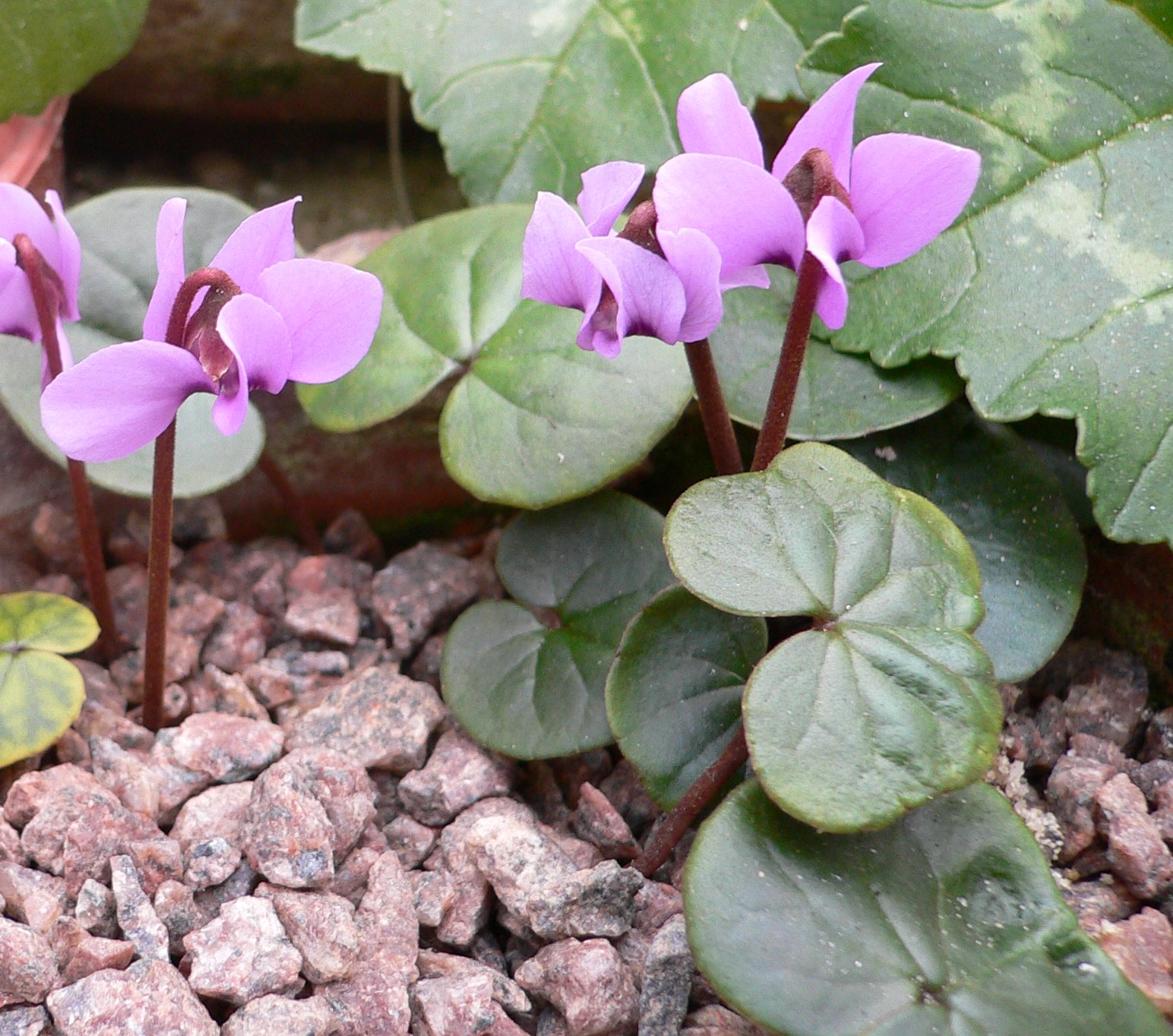
Cyclamen parviflorum
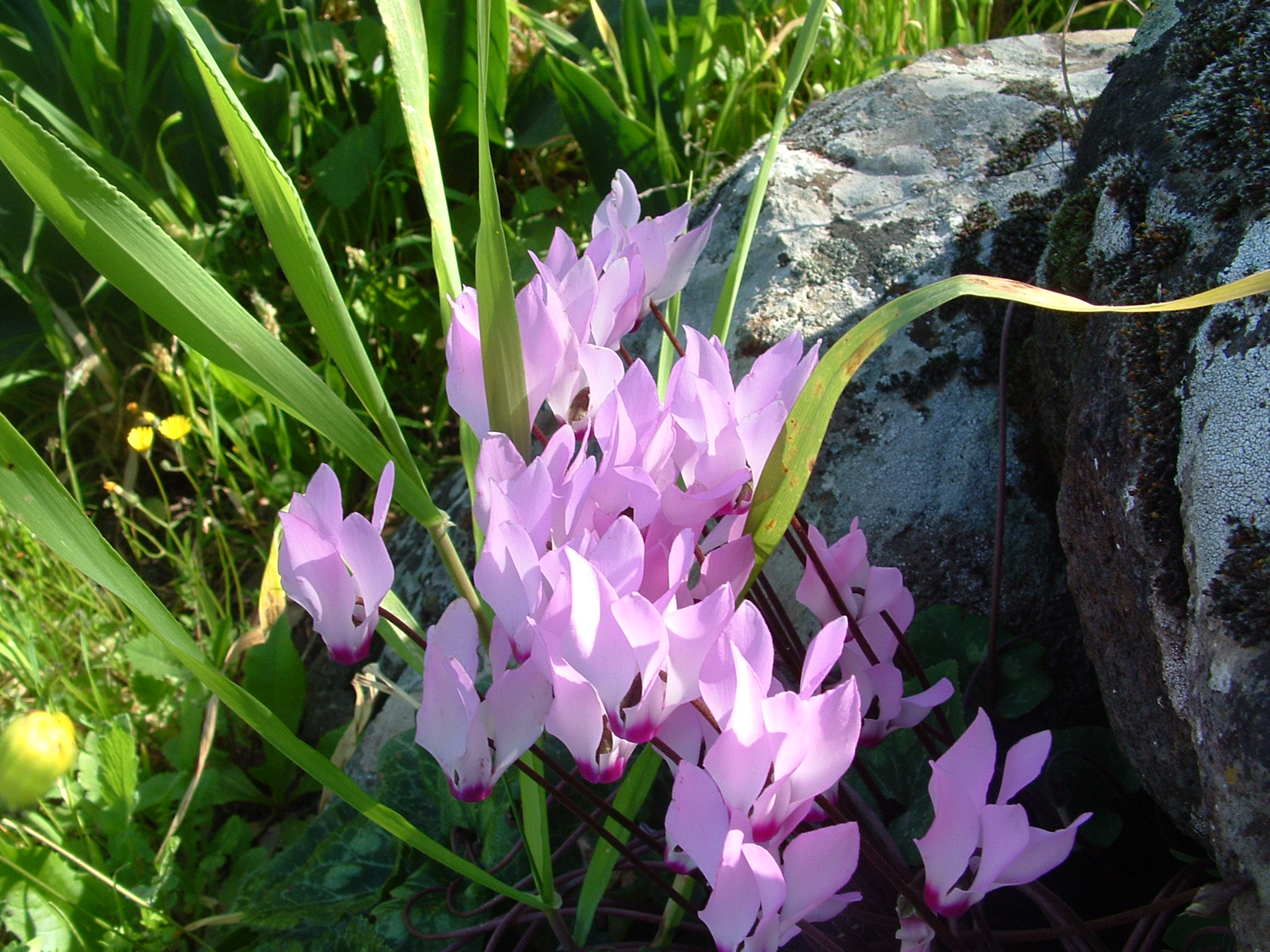
Cyclamen persicum
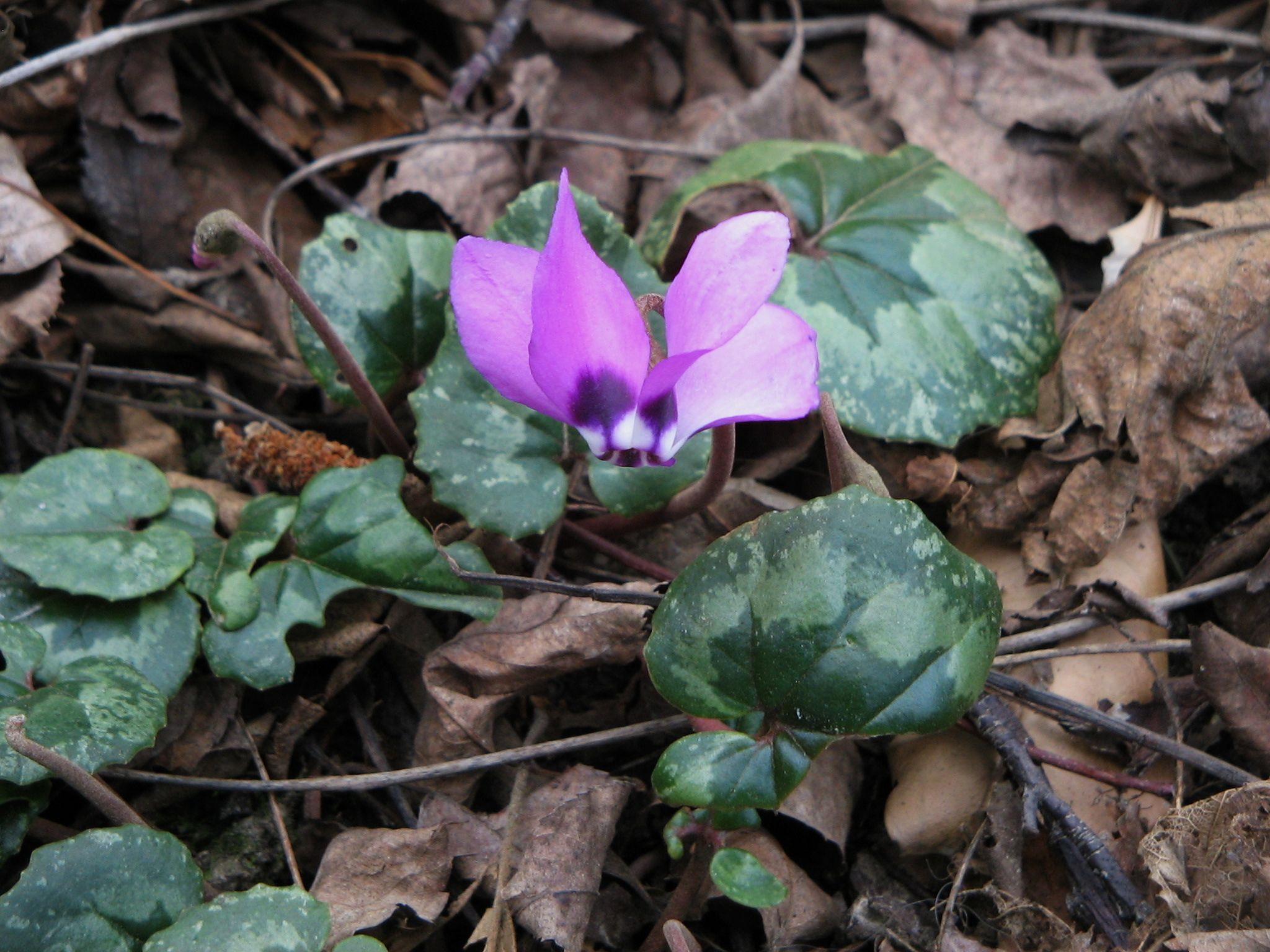
Cyclamen pseudibericum
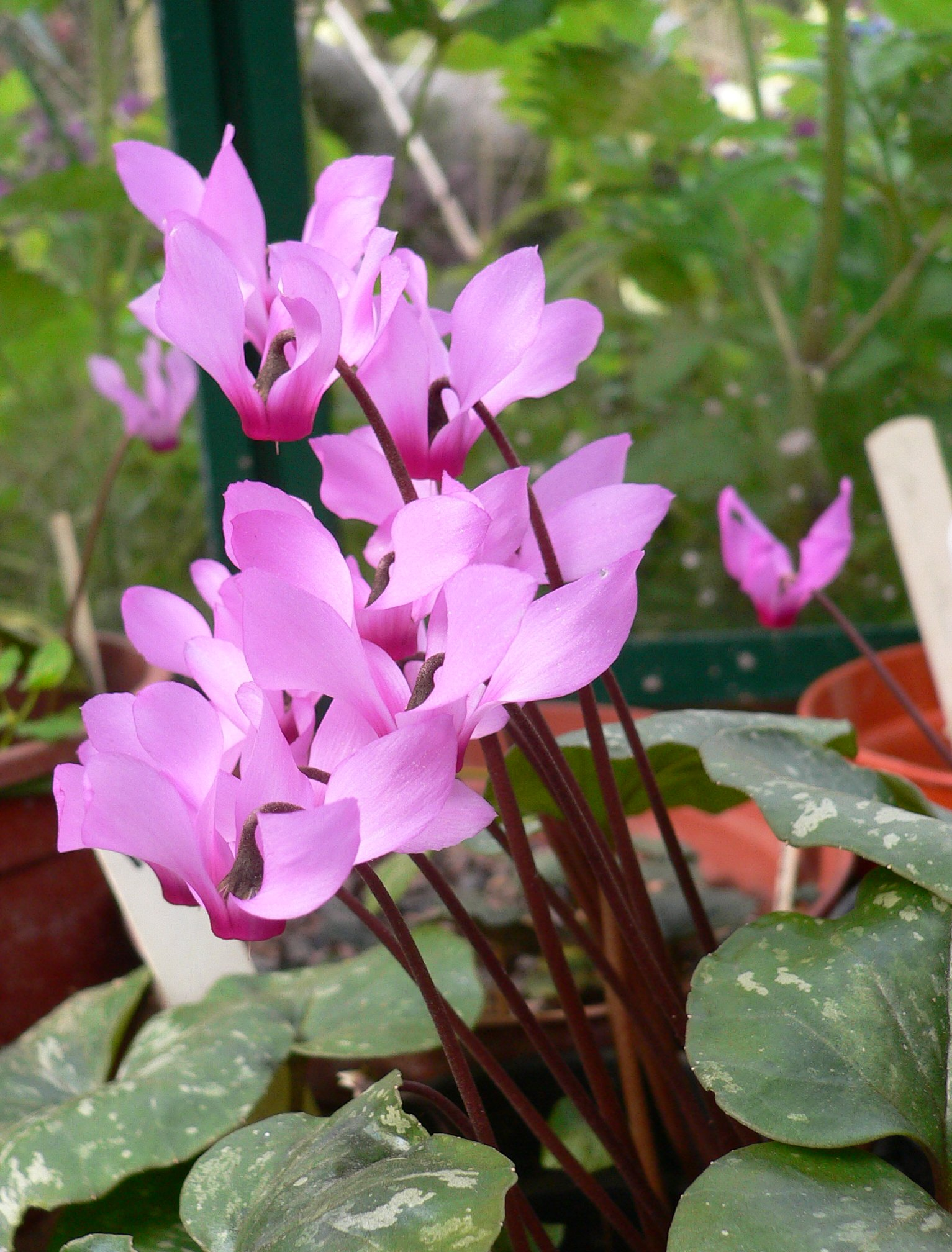
Cyclamen rhodium
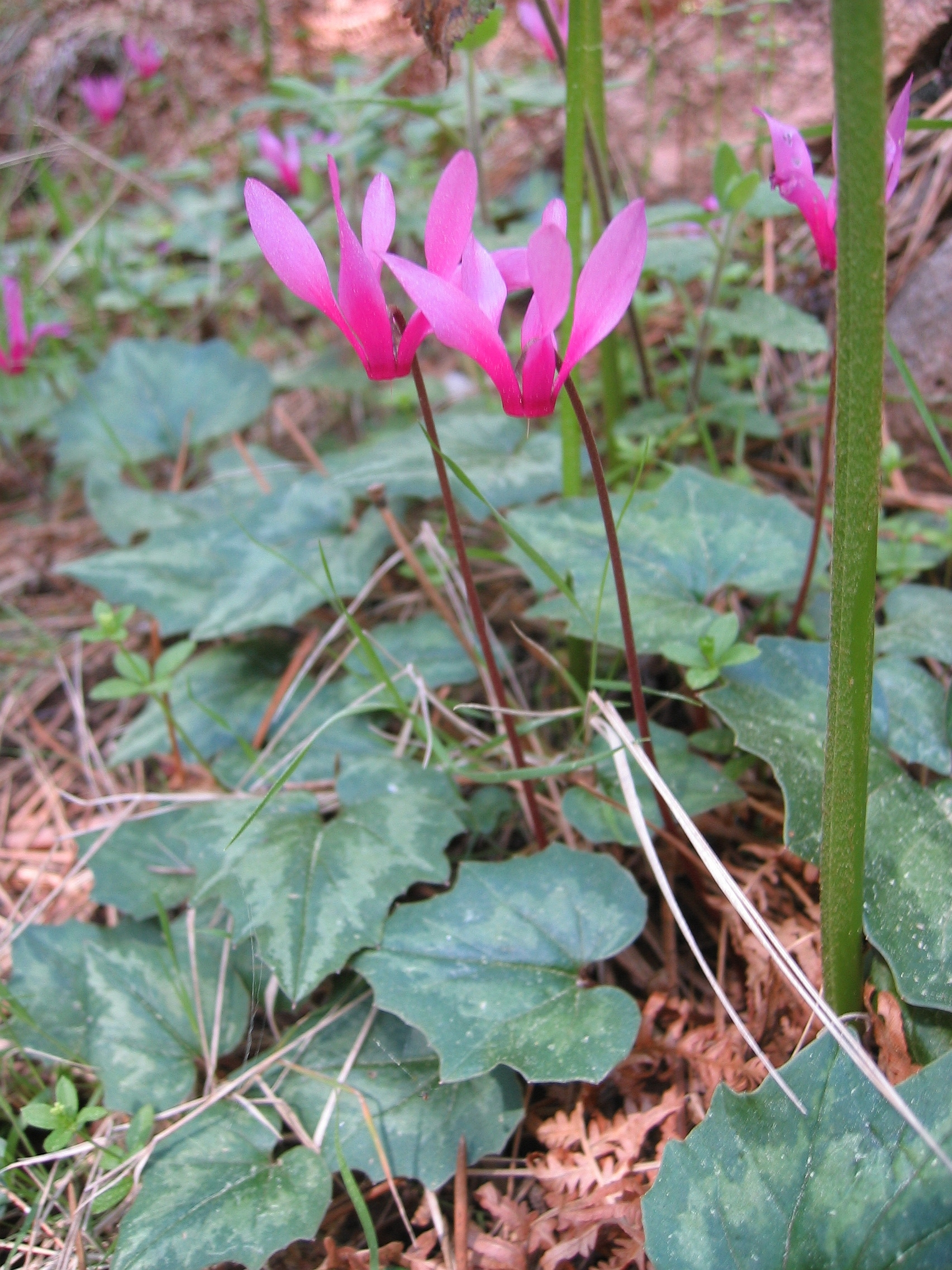
Cyclamen repandum

### Verano y otoño

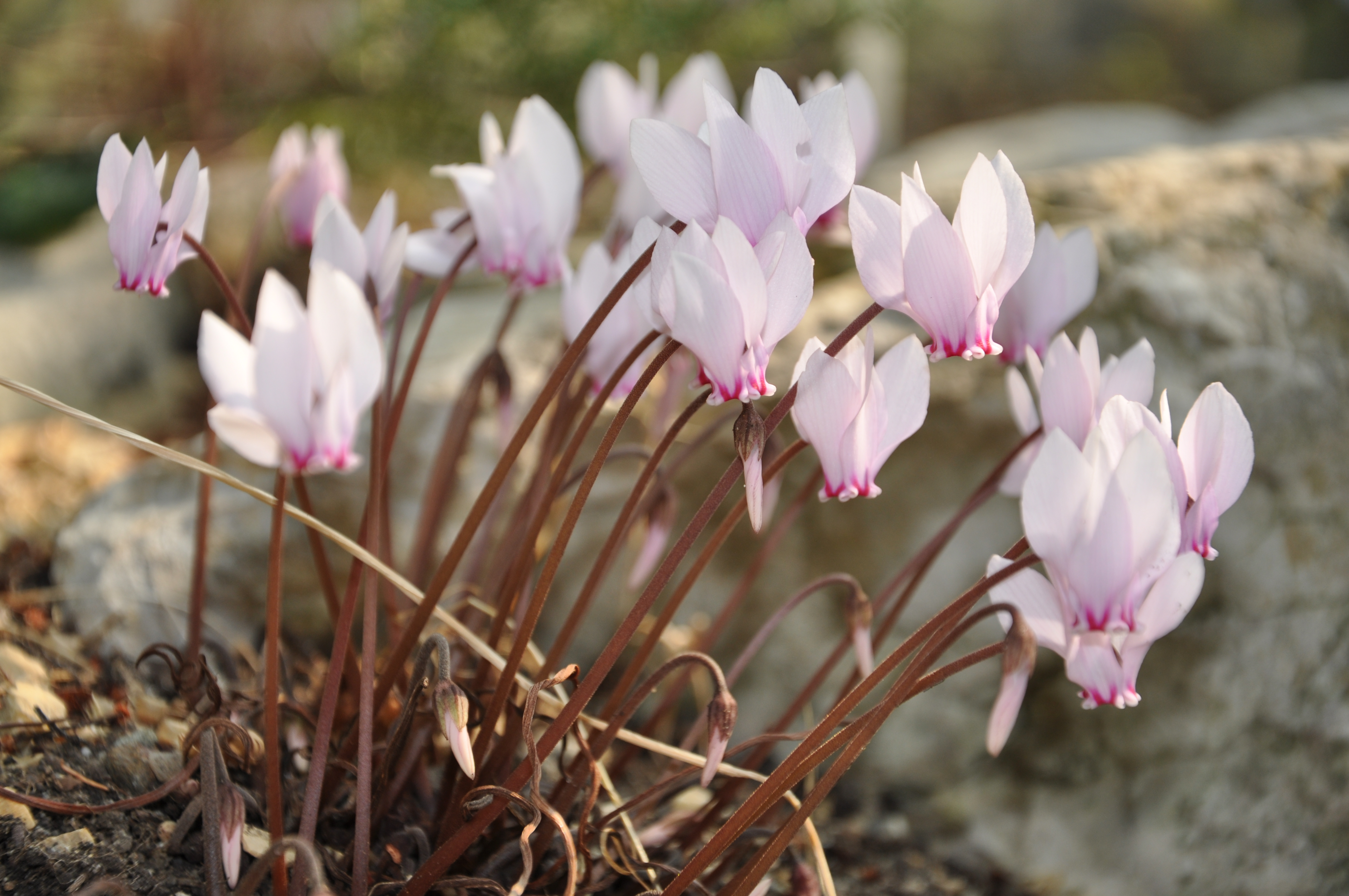
Cyclamen africanum
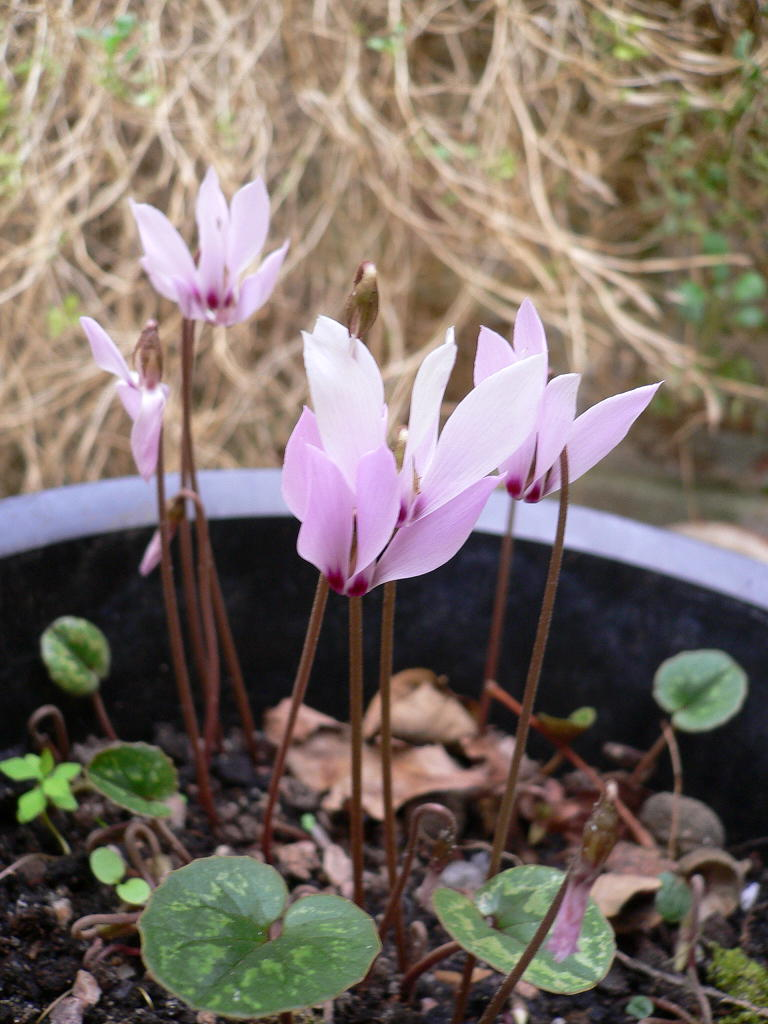
Cyclamen cilicium
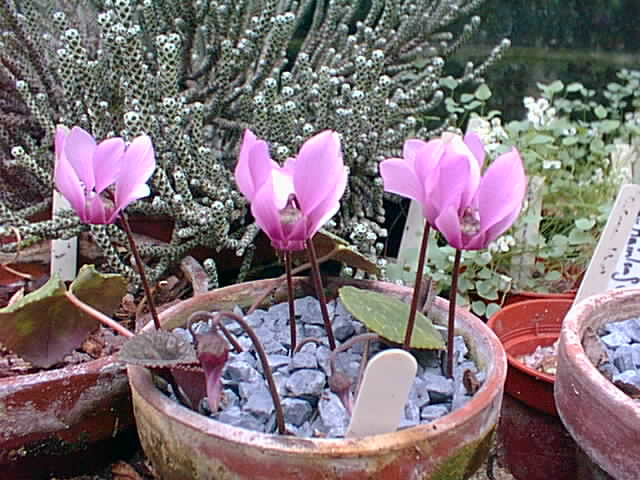
Cyclamen colchicum
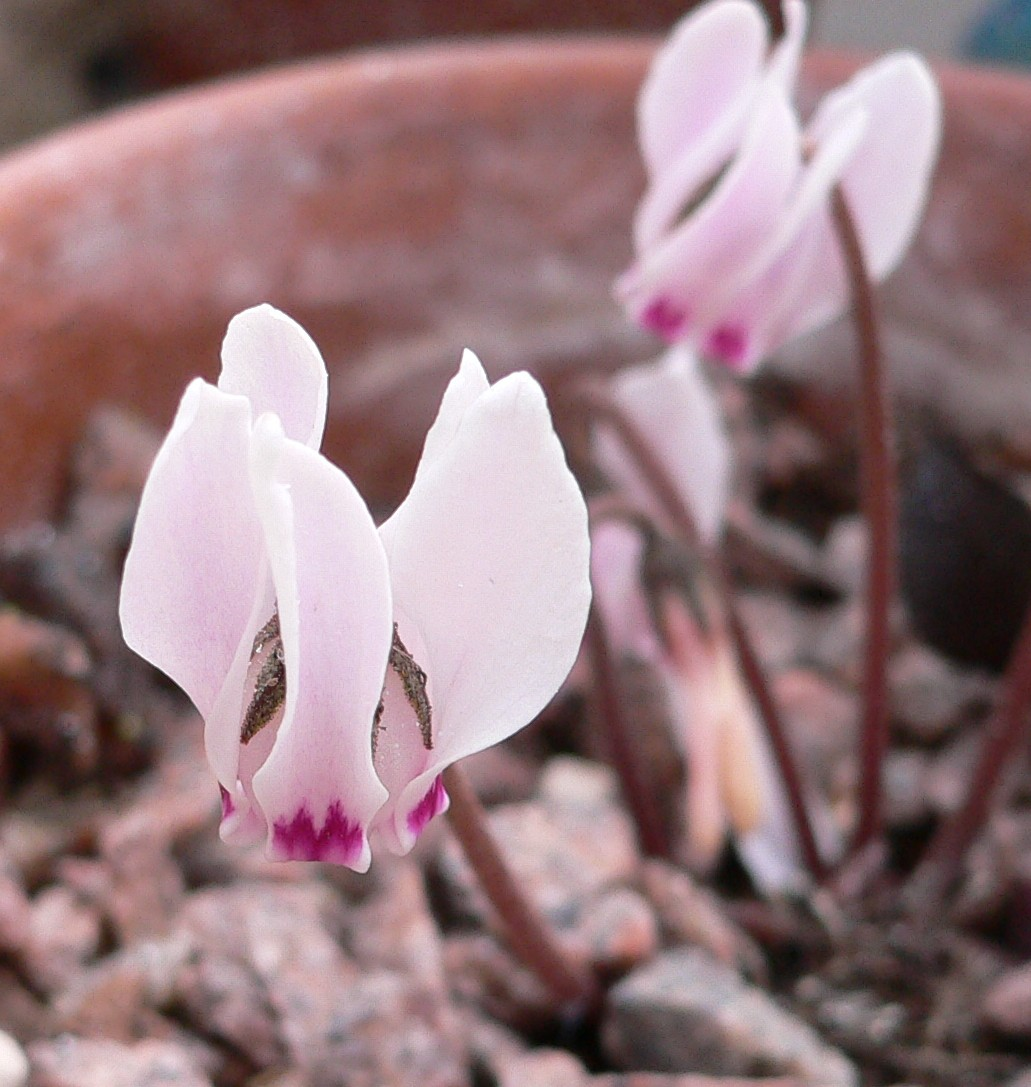
Cyclamen cyprium
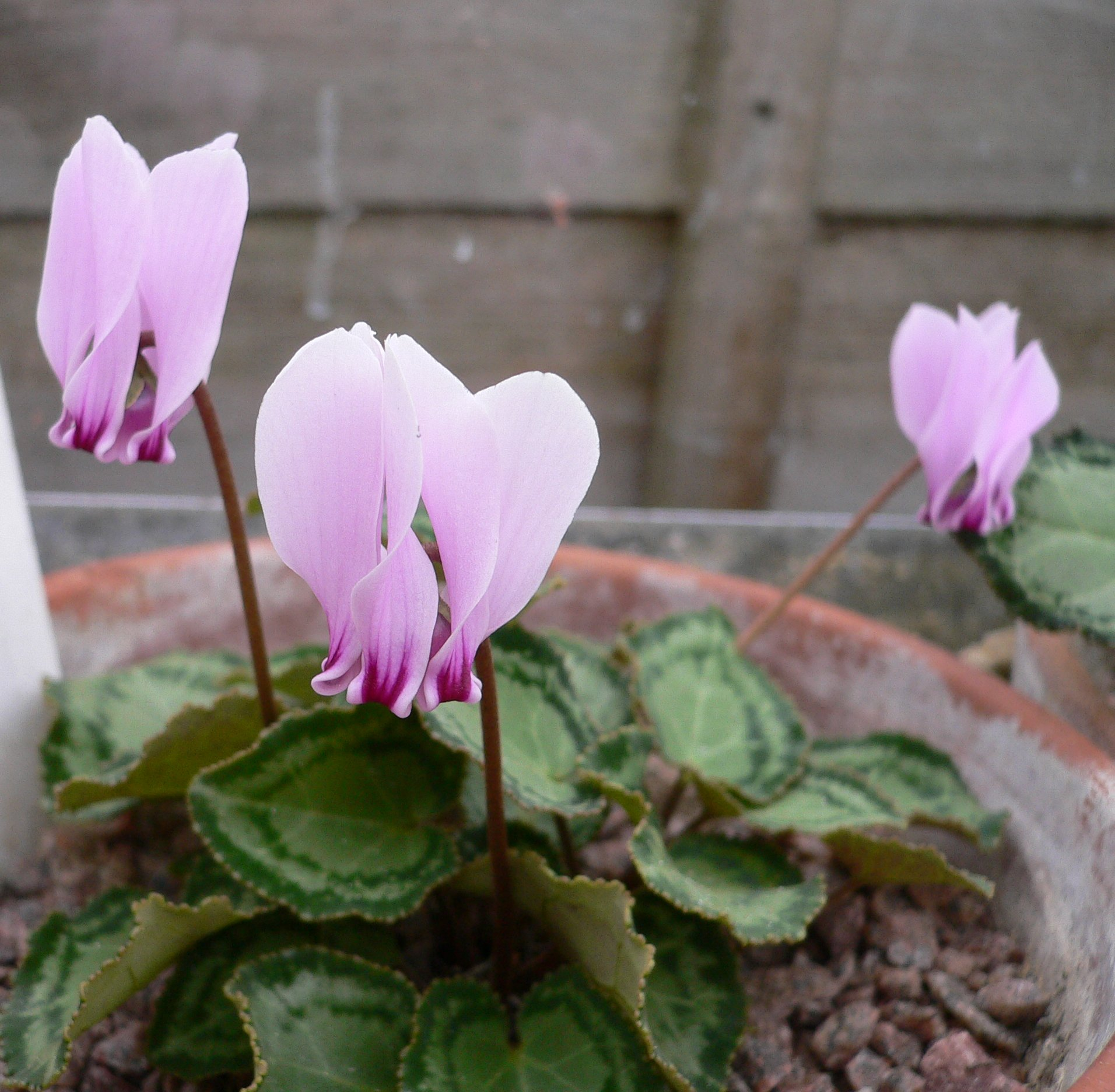
Cyclamen graecum
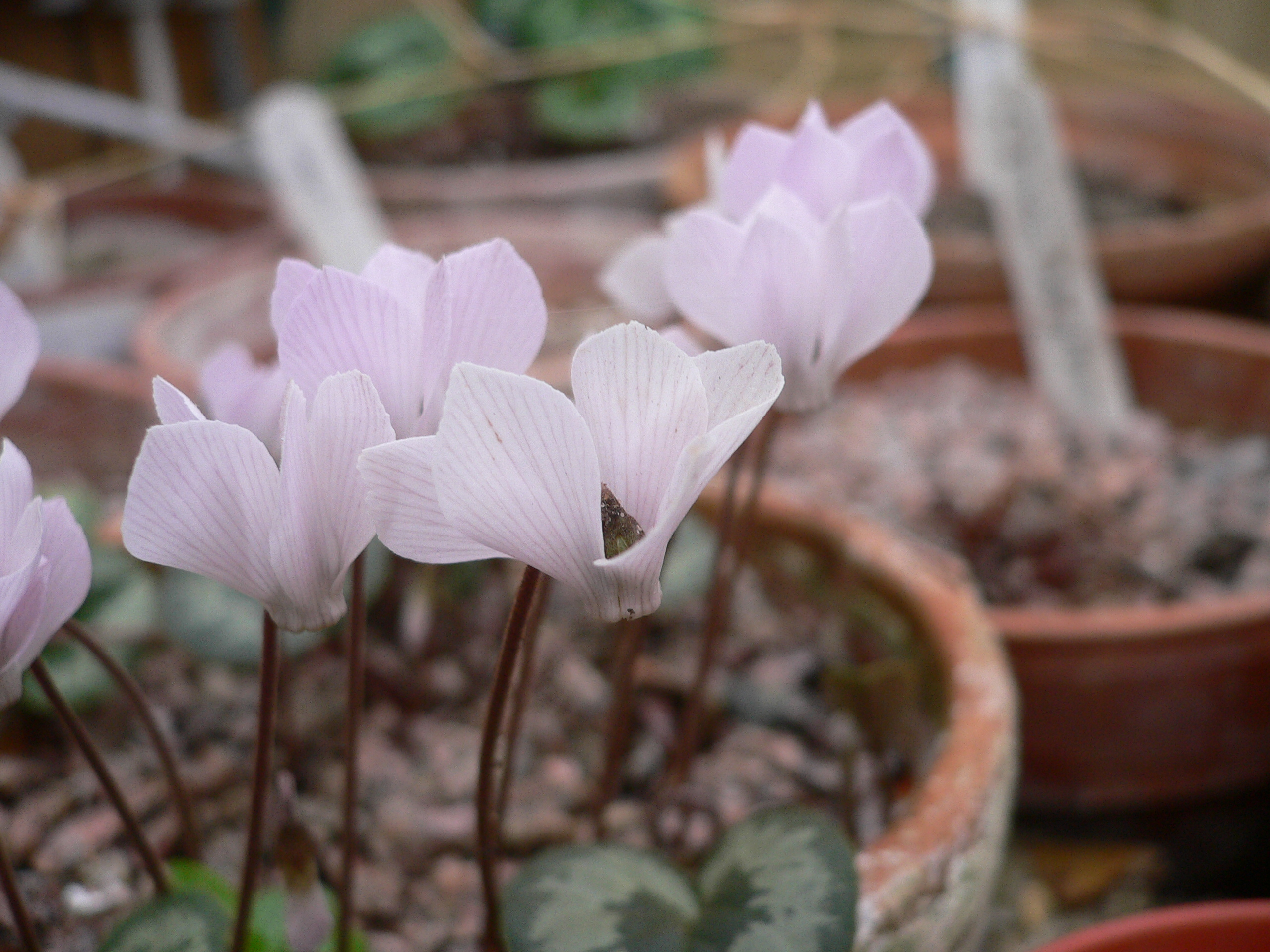
Cyclamen intaminatum
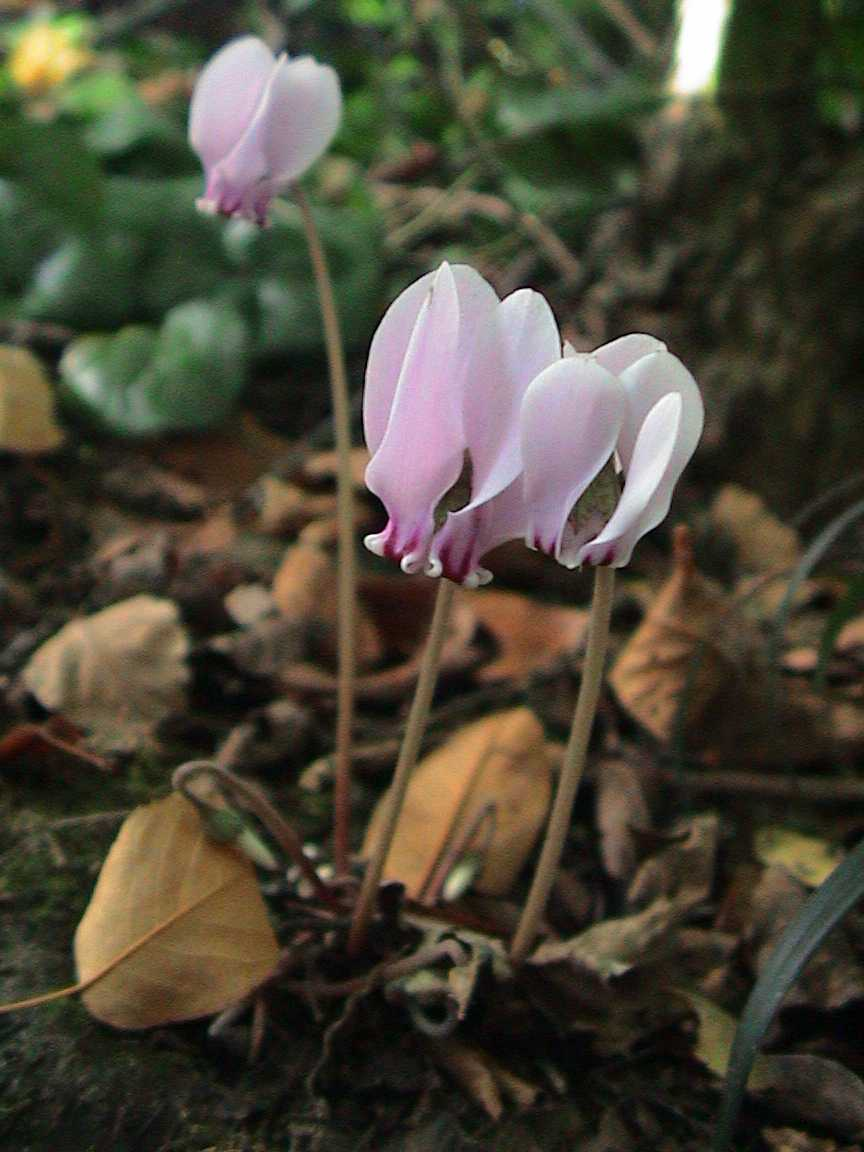
Cyclamen hederifolium
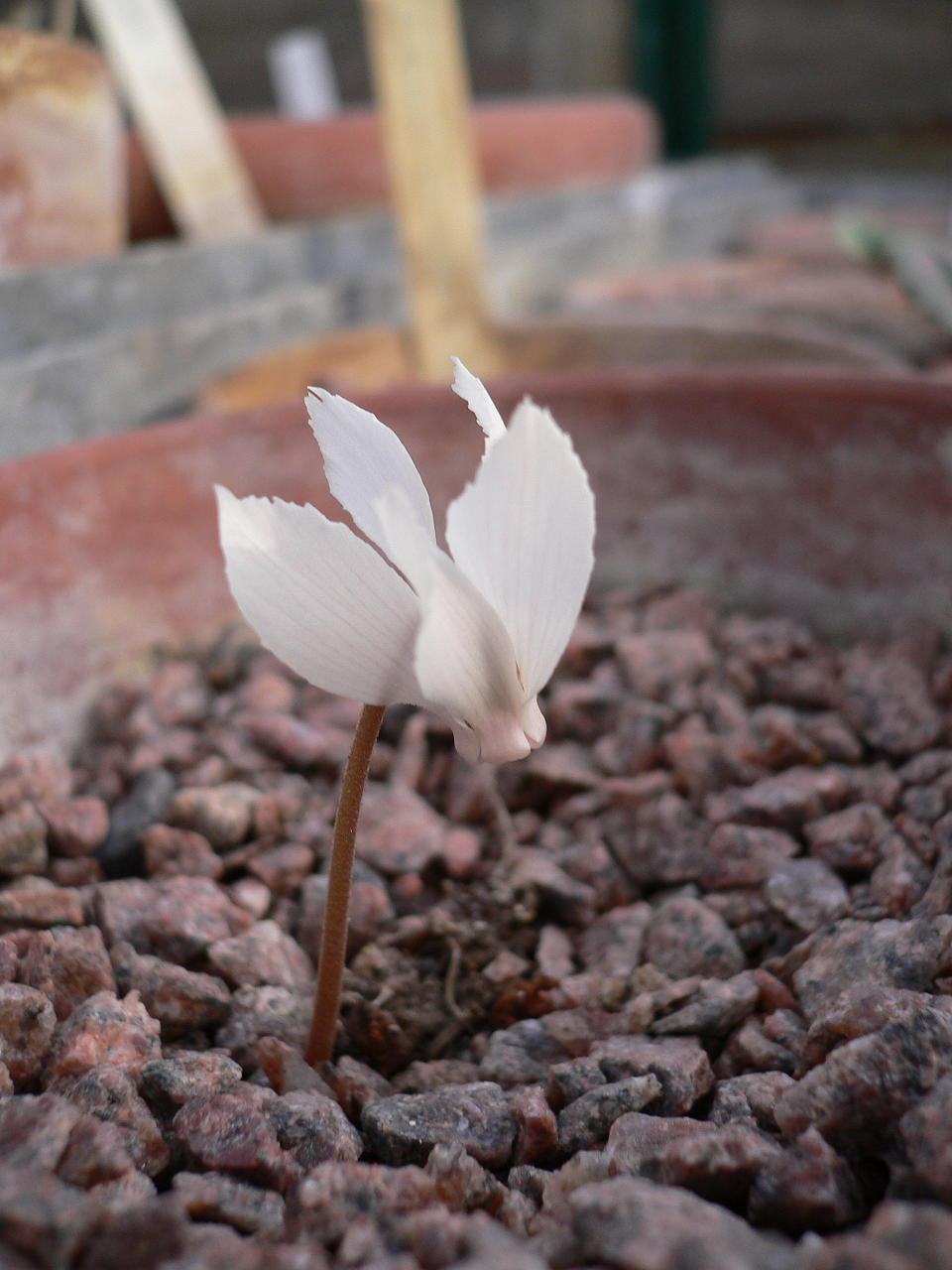
Cylamen mirabile
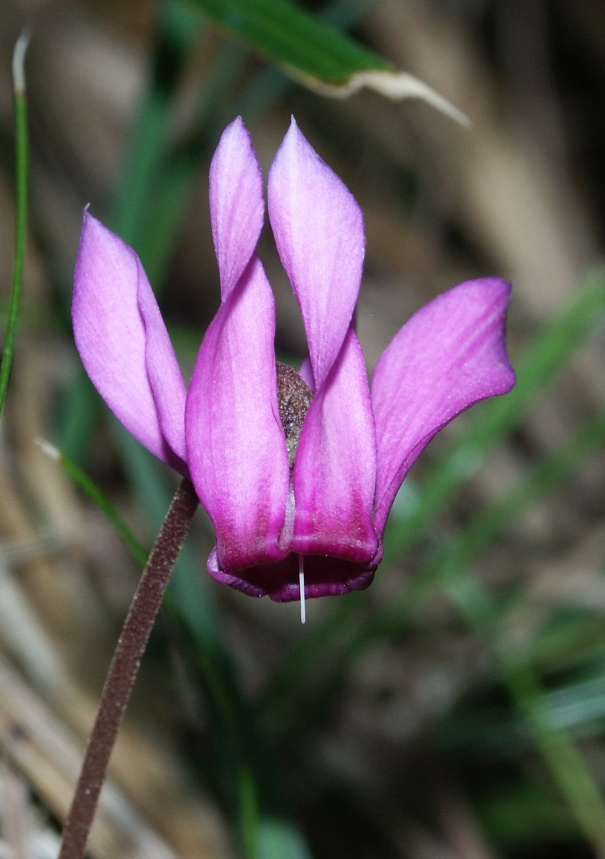
Cyclamen purpurascens
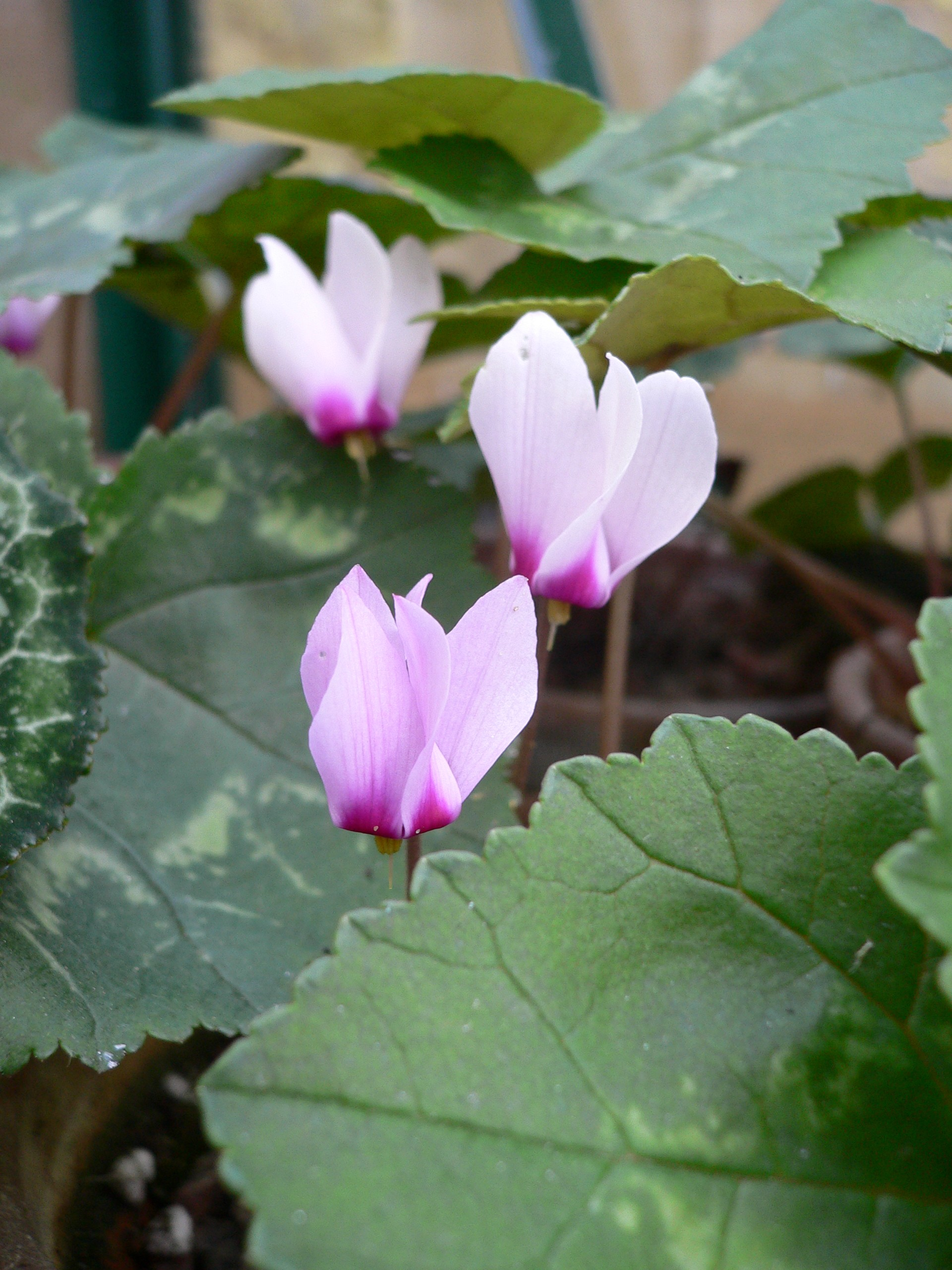
Cyclamen rohlfsianum

### Frutos  y semillas

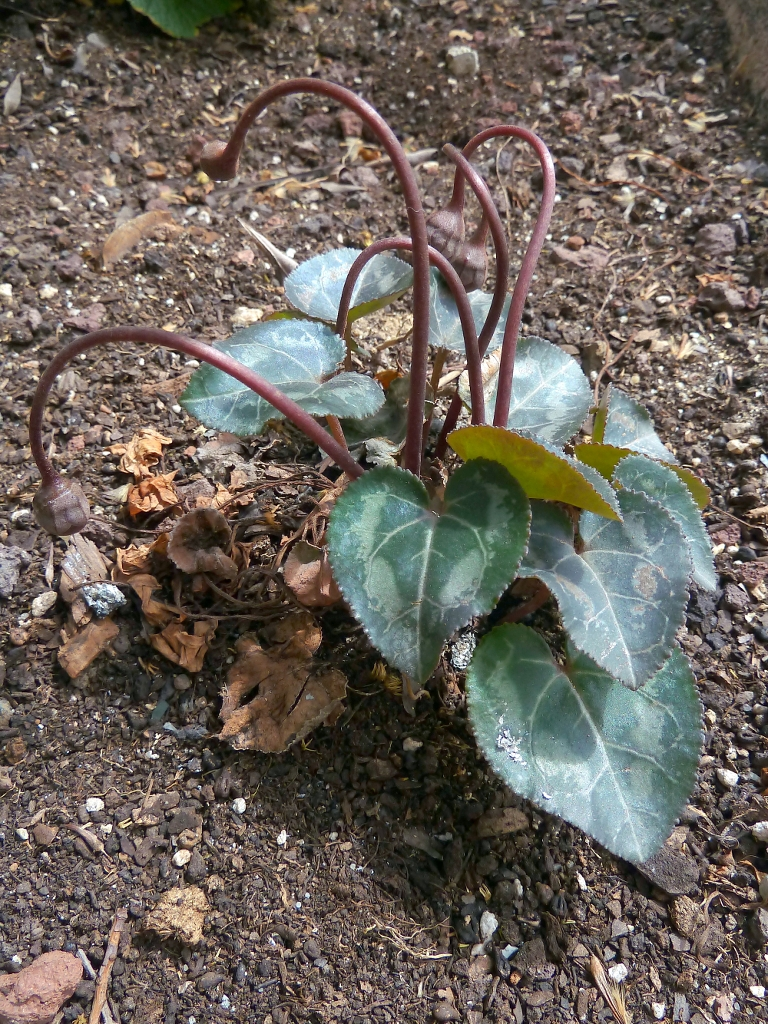
Cyclamen persicum: Pedúnculos fructíferos doblándose hacia el suelo, donde liberaran las semillas.
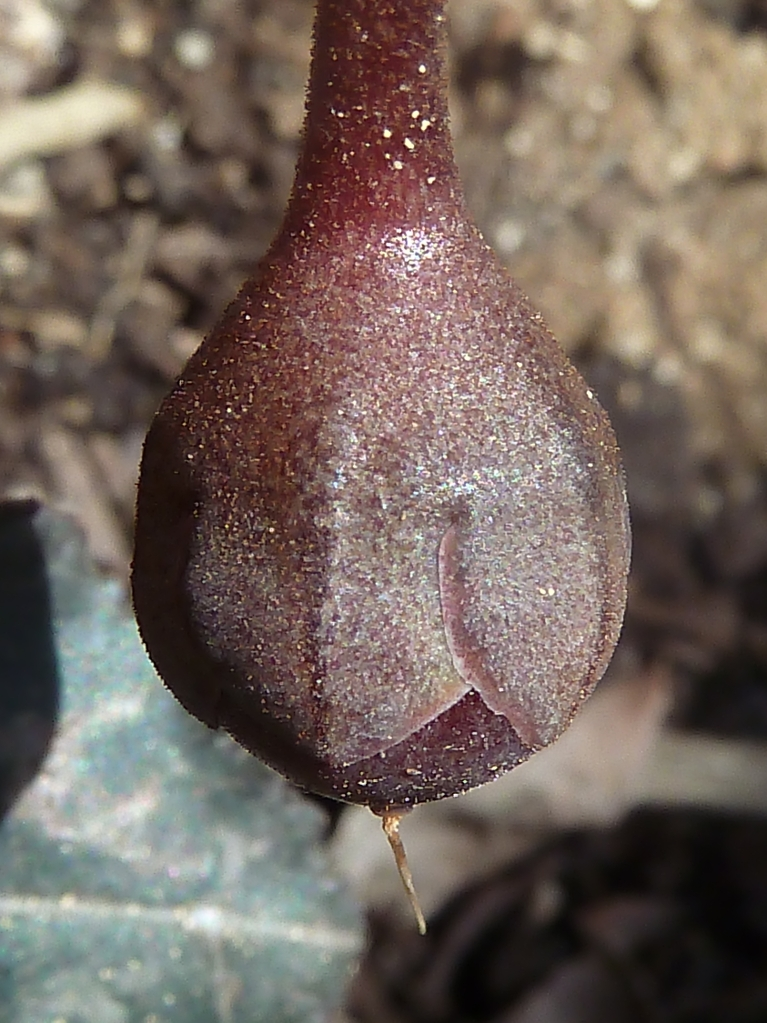
Cyclamen persicum: Fruto en fructificación incipiente in situ. Estadio 1
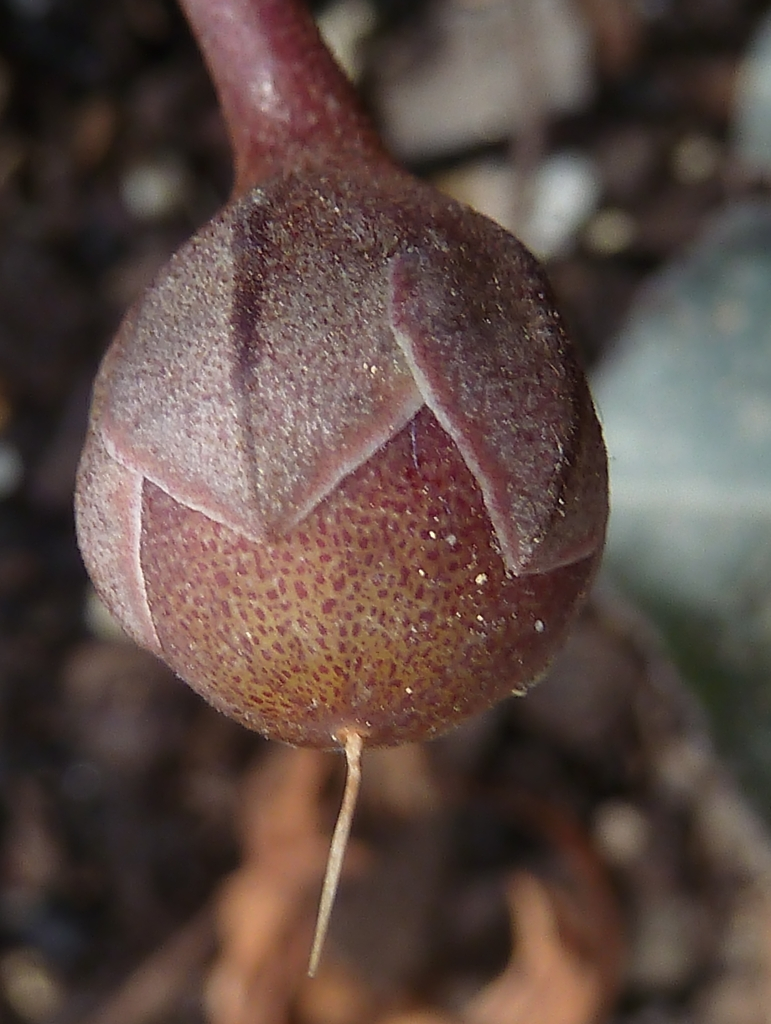
Cyclamen persicum: Fruto en fructificación incipiente in situ. Estadio 2
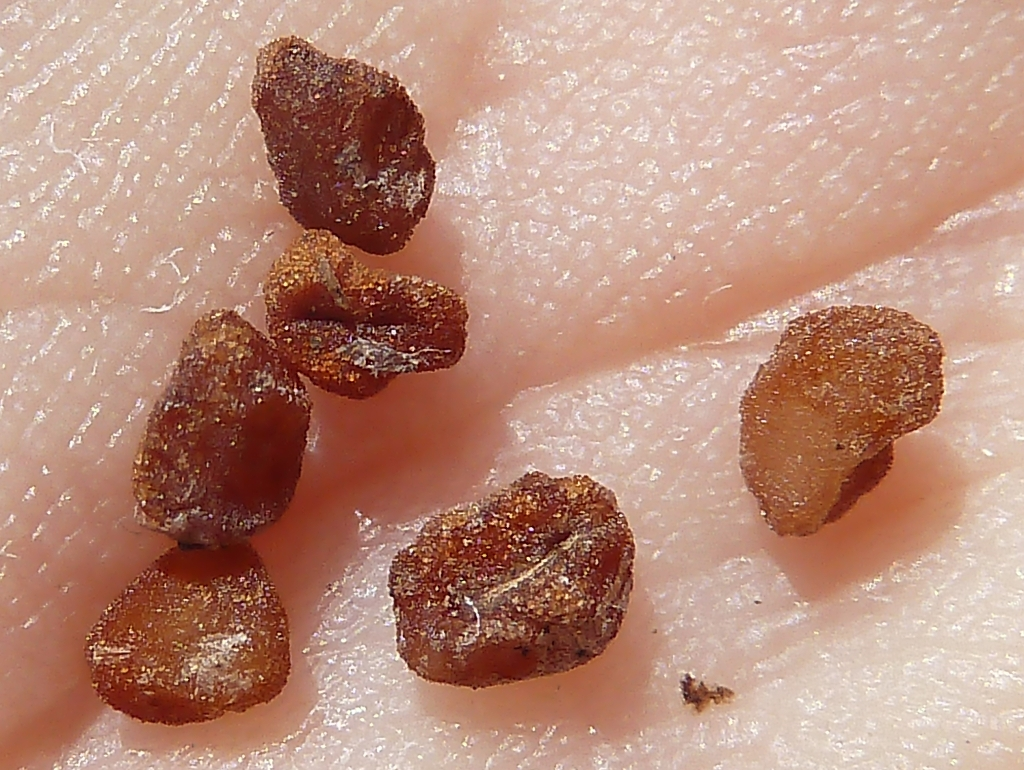
Cyclamen persicum: Semillas sueltas.

## Cultivo
El género, y sus múltiples formas, colores e híbridos -generalmente artificiales, son muy apreciados por los horticultores y otros adeptos, en particular en los países anglo-sajones. Las variedades (cultivares) disponibles en el mercado son innumerables y de fácil acceso (pues se venden los tubérculos, pero también se pueden cultivar -con un cierto cuidado- a partir de las semillas) y de manejo habitualmente bastante sencillo, sin contar que hay especies muy resistentes al frío (hasta -28 °C) que pueden prosperar en climas extremos: no es inhabitual ver ciclamenes surgir de la nieve.
La especie más difundida como planta de interior es Cyclamen persicum, originaria de Asia Menor, una atractiva perenne de vistosas flores rosas, blancas o rojas, que crecen sobre pedúnculos de hasta 25 cm de altura. En las floristerías es corriente ver, en invierno, especímenes de flores "gigantes" de prácticamente todos los colores.

## Propiedades y composición
El ciclamen es una planta venenosa para el humano. Los tubérculos contienen una sustancia tóxica, la ciclamina, una saponina glucosídica de muy elevado poder hemolítico, vomitivo y purgante. Podría tener algún poder antitumoral. Por el contrario es inocua para muchos animales como el cerdo, la puercoespín, etc., pero también es un violento purgante de gran toxicidad para los animales llamados mascotas: los síntomas tras la ingestión de ciclamen son: trastornos gastrointestinales con vómitos, fuertes diarreas, malestar general y dolor abdominal, convulsiones, insuficiencia renal y parálisis.

## Etimología
Del Griego χυχλάμινος, probablemente de χύχλος, cyclos, círculo, por la forma redonda de los tubérculos o de las hojas, y luego del Latín cyclamen, cyclaminis o cyclaminos, en diversos autores de la antigüedad: Plinio el Viejo (21, 51) (25, 116), Dioscórides (II, 153) y otros, con el mismo sentido.

## Nombres vernáculos
- artanita, artánita (4), ciclamen, ciclamine, ciclamino (2), cyclamino, ombligo de tierra, pamporcino (4), pan de puerco (5), pan porcino. Entre paréntesis los vocablos más corrientes.[10] La alusión a comida de cerdo es generalizada en todas las lenguas europeas, pues el tubérculo, que es venenoso para el hombre y los animales de "compañía", no lo es para ciertos animales como el cerdo, que se lo come a gusto. Los vocablos artánita (la grafía correcta es artanita), deriva del árabe ‘arṭanīṯā, y este del siriaco, con igual significado.[16]